# 加塔諾·莫斯卡
加塔诺·莫斯卡（Gaetano Mosca，1858年4月1日—1941年11月8日）是一位意大利政治理论家、新闻记者和公职人员。他以发展精英主义理论和政治阶级学说而知名，是意大利精英学派的三位主要成员之一，另二人是维尔弗雷多·帕累托和罗伯特·米歇尔斯。

## 生平
莫斯卡在1881年于巴勒莫大学取得了法学学位。1887年，他获得了一个在众议院里的编辑职位。随后在1896年，由于曾经在巴勒莫和罗马都间断的有过教书经历，莫斯卡成为了都灵大学宪法学教授。他在都灵大学一直任教到1924年，随后他迁往罗马并在罗马大学担任公共法教授直至去世。
在1909年，莫斯卡参与政治选举并入选意大利众议院议员。此后，他一直担任议员直到1919年卸任。在1914年至1916年，他担任了殖民地事物的副部长。1919年，莫斯卡被指命为意大利王国参议院终身议员。此后直至1926年，他一直在政治上非常活跃。在担任议员的期间，莫斯卡还是几份政治刊物的记者。在后来的法西斯独裁期间，莫斯卡从政界退休而潜心教书和学术研究。
莫斯卡最著名的著作是关于政治科学方面的，包括：《治理和议会政府理论》（1884）、《统治阶级》（1896）和《政治学说史》（1936）

## 政治思想
莫斯卡对于政治科学的持久性贡献在于他发现“除了最原始的社会以外，所有社会的统治者都是在数量上占少数的一群人”。他将这一小群人称之为“政治阶级”。值得注意的是，尽管他的理论同样也被认为是“精英主义”，但是构成莫斯卡精英理论的基础和构成诸如查尔斯·怀特·米尔斯之类理论家精英理论的基础是大为不同的。与米尔斯或者后来的社会学家不同的是，莫斯卡的理论目的在于构建一个统一的政治理论，这样一种统一理论在《政治阶级》这本书中的体现即反映了莫斯卡的目的。
莫斯卡依据是否具有过人的“组织能力”来界定现代精英。对于攫取政治权力的精英来说，这种“组织能力”在现代官僚社会里面极其有用。然而无论如何，莫斯卡的精英主义相比起其它精英主义者（例如帕累托）的理论来说，要更加自由化一些，这是因为在莫斯卡的概念中，精英并不具有天生的继承性，来自各个社会阶层人们都有可能变成精英。和其它精英理论家类似，莫斯卡也接受了“精英循环”（一种关于精英之间永恒竞争并随时间流逝相互替代的辩证理论）概念。

## 著作中譯本
- 任軍鋒、宋國友、包軍譯，任軍鋒校，《政治科學要義》，上海：上海人民出版社，2005年10月。
- 賈鶴鵬譯，《統治階級（《政治科學原理》）》，南京：譯林出版社，2019年6月。